# Wilhelm Backhaus

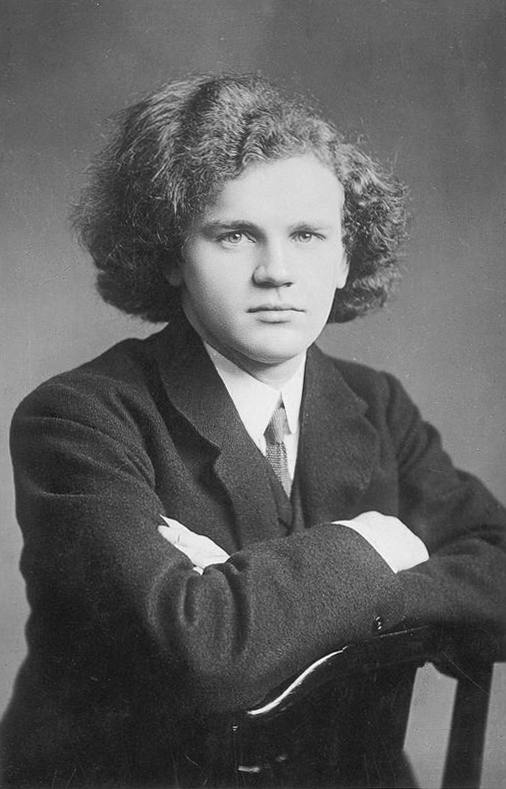
Wilhelm Backhaus ventitreenne (1907)

Wilhelm Backhaus (Lipsia, 26 marzo 1884 – Villach, 5 luglio 1969) è stato un pianista tedesco, tra i maggiori del XX secolo.

## Biografia
Talento assai precoce, specie sul piano della lettura a prima vista, Backhaus cominciò a studiare presso il Conservatorio della sua città natale con Aloys Reckendorf, prendendo poi alcune lezioni da Eugen d'Albert a Francoforte fino al 1899. Subito dopo aver terminato gli studi, all'età di 16 anni Backhaus fu chiamato a sostituire Alexander Siloti per un tour in Inghilterra; in seguito, fu scelto dalla pianista Teresa Carreño per una serie di concerti in duo pianistico. Nel 1905, a Parigi, vinse il prestigioso Concorso intitolato ad Anton Rubinstein.
Tra registrazioni e tournée Backhaus ebbe una lunga carriera che lo portò a viaggiare in tutta Europa e in America (nel 1921 a Buenos Aires diede diciassette concerti in meno di tre settimane; quattro anni dopo fece una tournée in Australia con 175 differenti composizioni distribuite su 57 concerti). Si esibì anche in Estremo Oriente. Nel 1931 si trasferì a Lugano e divenne cittadino svizzero.
Il suo ultimo concerto ebbe luogo a Ossiach il 28 giugno 1969. Insegnò nel Royal Manchester College of Music, a Sondershausen e nel Curtis Istitut di Filadelfia.
Backhaus divenne famoso  in particolare per le sue interpretazioni delle opere di Beethoven e Brahms, che gli consentivano di mettere in risalto - oltre alla tecnica perfetta - la sua sensibilità romantica e profonda. Non meno interessanti sono le registrazioni di Fryderyk Chopin che abbracciano mezzo secolo, tra le quali, oltre agli Studi, la Sonata op.35 e la Ballata op.23. Va precisato che l'industria discografica mancò l'appuntamento con gran parte del repertorio di Backhaus: le sue leggendarie interpretazioni antebelliche di Liszt e Rachmaninov non sopravvivono ormai che nelle recensioni giornalistiche. Sono storicamente molto rilevanti anche le sue interpretazioni di Mozart, Schubert e Schumann.

## Registrazioni
Backhaus è stato tra i pionieri della registrazione musicale: fu il primo a registrare un concerto per pianoforte e orchestra (il Concerto in La minore di Edvard Grieg nel 1909) e l'integrale degli Studi di Fryderyk Chopin (nel 1928). Secondo molti critici, Backhaus è stato il primo moderno artista della tastiera (in antitesi ad Alfred Cortot) per il suo stile limpido, contemporaneamente "oggettivo" ed espressivo.
La sua ricca discografia comprende tutti i Concerti per pianoforte di Beethoven e tutte le 32 Sonate, oltre alle Variazioni Diabelli, registrate negli anni cinquanta-sessanta: con l'avanzamento dell'età il vigore e la lucidità di Backhaus non vennero mai meno. Tra le sue registrazioni più apprezzate figurano le varie versioni del Secondo concerto di Brahms e del Quarto e Quinto concerto per pianoforte e orchestra di Beethoven. Tra i suoi collaboratori "storici" spiccano i direttori d'orchestra Karl Böhm, Carl Schuricht e Hans Schmidt-Isserstedt.
Backhaus eseguì anche musica da camera con artisti quali Pierre Fournier (con cui incise le due Sonate per violoncello e pianoforte di Brahms).
- Beethoven, Conc. pf. n. 1-5/Var. Diabelli/Son. pf. n. 8, 14, 21 e 23 - Backhaus/Schmidt-Isserstedt/WP, 1954/1959 Decca
- Beethoven, Son. pf. n. 1-32 - Backhaus, Decca
- Beethoven, Son. pf. n. 8, 14, 15, 17, 21, 23 e 26 - Backhaus, Decca
- Backhaus, The concerto recordings - Krauss/Böhm/Schmidt-I./Wand, 1950/1967 Decca